# Between Waves
Between Waves é o quarto álbum do musico português David Fonseca. O álbum foi lançado em pré-venda com uma edição especial de um DVD apenas nas lojas FNAC. O DVD, «Streets of Lisbon - Acoustic Live Sessions», onde se encontram cinco canções do novo disco interpretadas ao vivo em formato acústico e em locais inesperados na cidade de Lisboa.
| Críticas profissionais                                                      | Críticas profissionais |
| Avaliações da crítica                                                       | Avaliações da crítica  |
| Fonte                                                                       | Avaliação              |
| --------------------------------------------------------------------------- | ---------------------- |
| TimeOut                                                                     | (sem nota)             |
| Ípsilon                                                                     | [ 5 ]                  |
| Disco Digital                                                               | (sem nota)             |
| Esta tabela precisa de ser acompanhada por texto em prosa. Consulte o guia. |                        |

## Faixas
| N.º            | Título                                 | Duração |  |
| 1.             | "(Baby) All I Ever Wanted"             | 4:31    |  |
| 2.             | "Walk Away When You're Winning"        | 3:40    |  |
| 3.             | "A Cry 4 Love"                         | 3:55    |  |
| 4.             | "U Know Who I Am"                      | 3:43    |  |
| 5.             | "There's Nothing Wrong With Us"        | 4:37    |  |
| 6.             | "Owner Of Her Heart"                   | 3:41    |  |
| 7.             | "It's Just A Dream II"                 | 3:36    |  |
| 8.             | "Little Things II"                     | 4:10    |  |
| 9.             | "Stop 4 A Minute"                      | 4:01    |  |
| 10.            | "Morning Tide (I Just Can't Remember)" | 4:32    |  |
| 11.            | "This One's So Different"              | 4:48    |  |
| Duração total: | Duração total:                         | 45:14   |  |

### DVD
1. A Cry 4 Love
2. U Know Who I Am
3. It's Just A Dream II
4. Owner Of Her Heart
5. Walk Away When You're Winning

- Todas as letras e músicas por David Fonseca.

## Créditos
- David Fonseca - guitarra eléctrica e acústica, piano, bateria, baixo, sintetizadores e percussão.
- Ricardo Fiel (guitarra eléctrica), Nelson Carvalho (guitarra acústica), António Figueiredo (cordas), Jorge Vinhas (cordas), Joana Moser (cordas), João Pires (cordas), João Cabrita (Sax), João Marques (Trompete), José Manuel Raminhos (Trompete), Jonny Boy (harmónica)[1].